# Latham (Alabama)
Latham es un área no incorporada en el condado de Baldwin, Alabama, Estados Unidos. Es la ubicación de la Iglesia Metodista Unida de Latham, que figura en el Registro Nacional de Lugares Históricos de los Estados Unidos.

## Historia
Latham probablemente recibió el nombre del primer director de correos, Latham Cooper. La oficina de correos de la zona operó bajo el nombre de Latham desde 1880 hasta 1960.